# 1939 na música

## Música popular
- Francisco Alves: Aquarela do Brasil, de Ary Barroso
- Carmen Miranda: O que é que a baiana tem?, de Dorival Caymmi
- Aracy de Almeida: Camisa amarela, de Ary Barroso

## Nascimentos
| Data            | Nome            | Profissão                      | Nacionalidade  | Observações | Ref |
| --------------- | --------------- | ------------------------------ | -------------- | ----------- | --- |
| 10 de Janeiro   | Scott McKenzie  | cantor                         | Estados Unidos | m. 2012     |     |
| 1º de Fevereiro | Claude François | cantor                         | França         | m. 1978     |     |
| 6 de Fevereiro  | Jair Rodrigues  | cantor                         | Brasil         | m. 2014     |     |
| 12 de Fevereiro | Ray Manzarek    | tecladista                     | Estados Unidos | m. 2013     |     |
| 19 de Fevereiro | Irina Loghin    | cantora                        | Roménia        |             |     |
| 1 de Março      | Leo Brouwer     | compositor e violonista        | Cuba           |             |     |
| 10 de junho     | Vítor Espadinha | músico e ator                  | Portugal       |             |     |
| 18 de junho     | Dona Onete      | cantora, compositora e poetisa | Brasil         |             |     |
| 18 de Junho     | Dion diMucci    | Cantor                         | Estados Unidos |             |     |
| 9 de Agosto     | Billy Henderson | cantor                         | Estados Unidos | m. 2007     |     |
| 26 de Novembro  | Tina Turner     | cantora                        | Estados Unidos | m. 2023     |     |
| 21 de Dezembro  | Carlos do Carmo | cantor                         | Portugal       | m. 2021     |     |

## Mortes
| Data | Nome | Profissão | Nacionalidade | Observações | Ref |
| ---- | ---- | --------- | ------------- | ----------- | --- |